# Женщина или ваза?
Женщина или ваза? (подзаголовок: Трудный выбор) (на пол. Wazon czy kobieta?) — картина маслом польского художника Генрика Семирадского, написанная в 1878 году. Размеры составляют 155,6 × 99 см.

## Описание
Сцена изображает интерьер антикварной лавки в Древнем Риме. Патриций, держа в руке вазу, смотрит на обнаженную девушку, представленную ему двумя работорговцами. Его сопровождает молодой человек, вероятно, его сын, друг или любовник, который стоит, положив ногу на стул. Выражение лиц двух мужчин, кажется, указывает на то, что свой выбор они остановят на женщине.

## История
Картина «Девушка или ваза» была представлена на Всемирной выставке 1878 года в Париже одновременно с «Факелами Нерона» (или «Светочи христианства ») и «Потерпевшим кораблекрушение». Именно за эти картины Семирадский получил высшую награду выставки — Гран-при (Большую золотую медаль), а французское правительство наградило его орденом Почётного легиона  .

## Провенанс
До 1955 года картина находилась в коллекции Ньюмана в Лондоне, затем у частного коллекционера в Калифорнии. В октябре 2005 года картина была продана на аукционе Sotheby's за сумму 1 416 000 долларов. До 25 ноября 2013 года это была самая высокая цена, достигнутая картиной этого художника на аукционе.